# Pacifische blauwe garnaal
De Pacifische blauwe garnaal (Penaeus stylirostris) is een tienpotigensoort uit de familie van de Penaeidae. De wetenschappelijke naam van de soort is voor het eerst geldig gepubliceerd in 1871 door Stimpson.
De soort komt voor aan de westkust van Mexico en aangrenzende landen. Hij leeft op een diepte tot 27 meter in modderige en zandige bodems. Het dier heeft een maximale totale lengte van 230 mm.

## Visserij
De soort is van commercieel belang, met name in Mexico, Guatemala, El Salvador, Honduras, Panama en Costa Rica. De soort wordt vers, gekookt, gedroogd en ingevroren verkocht.
In Nederland en België wordt de soort als reuzegarnaal op de markt gebracht naast andere als reuzegarnaal aangeduide soorten, waaronder de Black Tiger of grote tijgergarnaal (Penaeus monodon). Met kop heten deze soorten garnalen ook wel gamba.